# Ingeborg von Dänemark

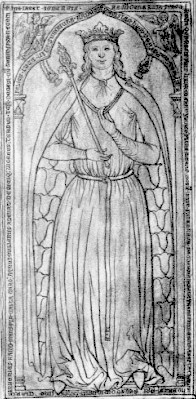
Ingeborg von Dänemark

Ingeborg von Dänemark (auch Ingeborg von Frankreich, Ingeburge oder Isambour, * um 1175; † 29. Juli 1236 in Corbeil) war eine dänische Prinzessin und durch Ehe Königin von Frankreich.

## Leben
Ingeborg von Dänemark war eine Tochter des dänischen Königs Waldemar I. aus dem Haus Estridsson und dessen Ehefrau Sophia von Minsk. Die späteren dänischen Könige Knut VI. und Waldemar II. waren ihre Brüder.
Ihr um 1175 angenommenes Geburtsjahr spricht dafür, dass sie die namentlich nicht überlieferte sieben Jahre alte Tochter von König Waldemar war, die 1181 mit dem vierzehn Jahre alten Herzog Friedrich VI. von Schwaben verlobt wurde, dem dritten Sohn von Kaiser Friedrich I. Barbarossa. Als Waldemars Thronfolger König Knut VI. sich nicht an die vereinbarte Mitgiftzahlung hielt, schickte Barbarossa die Braut seines Sohnes, die damals bereits seit fünf Jahren in Deutschland gelebt hatte, im Jahre 1187 unberührt (lat.: intacta) nach Dänemark zurück.
1193 war es dem französischen König Philipp II. August mit Unterstützung des aus Frankreich gebürtigen gelehrten Abts Wilhelm von Æbelholt gelungen, König Knut VI. von Dänemark für ein Bündnis gegen das angevinische Reich zu gewinnen. Zur Festigung des Bundes sollte Knuts Schwester Ingeborg  mit Philipp verheiratet werden. Am 15. August 1193 fand in der Kathedrale von Amiens die Trauung statt. Nach der Hochzeitsnacht weigerte sich der französische König jedoch, die Ehe weiter zu führen, und zeigte eine ablehnende Haltung gegenüber seiner Frau. In ihrer Gegenwart überfiel ihn plötzlich ein unerklärliches Zittern. Der Grund für sein rätselhaftes Verhalten konnte bis heute nicht entschlüsselt werden. In französischen Chroniken wird die dänische Prinzessin nämlich als schöne Frau beschrieben, die auch ihrem Stiefsohn Ludwig eine gute Ersatzmutter war.
Philipp II. August verstieß seine Frau am 5. November 1193 in Compiègne. Ingeborg lehnte jeden Gedanken an Scheidung ab und bestand auf den Rechten einer Königin von Frankreich. Der französische König forderte eine Annullierung der Ehe und führte als Argument die enge Verwandtschaft zwischen Ingeborg und seiner ersten Ehefrau Isabella von Hennegau († 1190) an. Obwohl Wilhelm von Æbelholt persönlich zum Papst reiste und eine von ihm verfasste Genealogie der dänischen Könige vorlegte, die dies widerlegte, wurde die Ehe schließlich durch französische Prälate geschieden, und Philipp heiratete am 1. Juni 1196 Agnes-Maria von Andechs-Meranien. Ingeborg wurde von Philipp zuerst in der Abtei Cysoing bei Tournai und später im Turm der Burg Étampes eingesperrt, während seine neue Gemahlin im Königspalast in Paris residierte. Die Scheidung wurde jedoch vom Papst und der Kurie nicht bestätigt. Der französische König war folglich von 1196 bis 1200 kirchenrechtlich mit zwei Frauen verheiratet und lebte somit in Bigamie.
Es folgten jahrelange Auseinandersetzungen um die Auflösung der Ehe, nachdem Ingeborg sich an Papst Coelestin III. gewandt hatte, die zum Kirchenbann Philipps II. durch den nachfolgenden Papst Innozenz III. führten. Philipp sah sich gezwungen, sich nun wiederum von Agnes von Meran zu trennen, die er am 7. September 1200 verstieß, um sich vom Bann zu lösen. Er musste Ende des Jahres Ingeborg wieder an den französischen Hof zurückholen. Agnes zog sich in das Schloss Poissy zurück und starb im Juli 1201 nach der Geburt ihres Sohnes Tristan. Philipp war auch nach dem Tod von Agnes nicht bereit, seine Scheidungspläne aufzugeben. Im Jahre 1208 ersuchte er den Papst um eine Scheidung. Er sperrte Ingeborg von Dänemark in verschiedenen Kerkern ein und versuchte sie so zu einer Auflösung der Ehe zu bewegen. Im Jahre 1212 bestätigte die dänische Prinzessin unter Eid den Vollzug der Ehe und stoppte somit den Scheidungsprozess. Philipp musste Ingeborg 1213 aus der Gefangenschaft befreien und sie als rechtmäßige Königin anerkennen. Die Ehepartner lebten allerdings bis zu Philipps Tod im Jahre 1223 getrennt. Philipp nannte Ingeborg in seinem Testament „carissima uxor“ (teuerste Gattin).
Als Witwe hielt sie sich meistens in Orléans und Corbeil auf; von Philipps Nachfolgern wurde sie als Königin anerkannt. Sie starb schließlich am 29. Juni 1236 in Corbeil und wurde in Saint-Jean-sur-l’Isle bei Corbeil beerdigt; das von ihr gewünschte Begräbnis in Saint-Denis hatte ihr Ludwig der Heilige verweigert.
Aus dem Besitz der Ingeborg von Dänemark ist der prächtige Ingeborg-Psalter erhalten.